# Mistrzostwa Europy Strongman 2005
Mistrzostwa Europy Strongman 2005 – doroczne, indywidualne zawody europejskich siłaczy.
Data: 4 września 2005 r.

Miejsce: Płock  Polska
WYNIKI ZAWODÓW:
| Miejsce | Zawodnik          | Kraj      | Punkty |
| ------- | ----------------- | --------- | ------ |
| 1.      | Jarosław Dymek    | Polska    | 41,5   |
| 2.      | Janne Virtanen    | Finlandia | 38     |
| 3.      | Mychajło Starow   | Ukraina   | 36,5   |
| 4.      | Sławomir Toczek   | Polska    | 35,5   |
| 5.      | Raivis Vidzis     | Łotwa     | 33     |
| 6.      | Ołeksandr Pekanow | Ukraina   | 31     |
| 7.      | Odd Haugen        | Norwegia  | 21,5   |
| 8.      | Ralf Ber          | Austria   | 14     |